# Georg Stjernstedt
Georg Maria Wilhelm Stjernstedt, född 6 januari 1876 i Stockholm, död 14 augusti 1963 i Lidingö församling, var en svensk friherre och advokat. 

## Biografi
Georg Stjernstedt var son till Wilhelm Stjernstedt och Marie Ciechanowieeka. 
Stjernstedt blev juris kandidat vid Uppsala universitet 1901, advokat i Stockholm 1902, ledamot av Sveriges advokatsamfund 1904 och innehade egen firma från 1908. Han var reservunderlöjtnant vid Upplands regemente 1895–1904, tillhörde kommunal-/stadsfullmäktige i Lidingö 1921–30 och var ledamot av styrelsen för polisskolan i Stockholm 1926–32.
Som sakkunnig i justitiedepartementet utarbetade Stjernstedt förslag till lag angående verkställighet av straffarbete och fängelsestraff, förslag om borttagande av förlust av medborgerligt förtroende, förslag till lag angående villkorlig straffdom och ändring i lag angående villkorlig frigivning 1913–17, förslag till lag angående polisundersökning i brottmål och häktning m.m. 1918–19, förslag rörande revision av lagbestämmelser om nödvärnsrätt 1934, utredning angående ändrade bestämmelser rörande resning 1935, utredning rörande reform av lagstiftningen om förmögenhetsbrotten 1937–40 och utredning rörande reform av lagstiftningen om brott mot staten och allmänheten 1942.
Stjernstedt var från 1901 gift med Ruth Stjernstedt. De är begravda på Norra begravningsplatsen utanför Stockholm.
Advokat Stjernstedt var även ledamot i Svenska föreningen för moderskydd.